# Monarque des Tanimbar
Carterornis castus
Espèce
Statut de conservation UICN

 LC  : Préoccupation mineure
Synonymes
- Monarcha castus

Le Monarque des Tanimbar (Carterornis castus) est une  espèce de passereaux de la famille des Monarchidae, endémique des Îles Tanimbar en Indonésie.

## Systématique
Le monarque des Tanimbar était anciennement considéré comme une sous-espèce du Monarque à nuque blanche (Carterornis pileatus), mais est désormais considéré comme une espèce à part entière par les autorités taxonomiques. Cette décision est fondée sur des différences de plumage, de vocalisations et de morphologie décrites notamment par King en 1997 et Eaton et al. en 2016.

## Répartition
Il est endémique des îles Tanimbar en Indonésie.